# Cinamaldehído
El cinamaldehído es un compuesto orgánico responsable del sabor y del olor característico de la canela. Se trata de un líquido amarillo pálido y viscoso que se presenta de forma natural en la corteza del árbol de la canela y otras especies del género Cinnamomum. El aceite esencial de la canela se compone en un 90% de cinamaldehído.

## Estructura y síntesis
El cinamaldehído fue aislado del aceite esencial de canela en 1834 por Dumas and Péligot, y fue sintetizado en laboratorio veinte años más tarde por Chiozza.
De forma natural, existe en forma de trans-cinamaldehído. La molécula se compone de un grupo fenilo enlazado a un aldehído insaturado. Como tal, el cinamaldehído puede considerarse un derivado de la acroleína.